# Lijst van rijksmonumenten in Amstenrade
De plaats Amstenrade telt 33 inschrijvingen in het rijksmonumentenregister. De oude kern van Amstenrade is een beschermd dorpsgezicht.
| Object | Oorspronkelijke functie?  | Bouwjaar                                    | Architect        | Locatie                | Coördinaten?                  | Nr.?   | Afbeelding        |
| --- | ------------------------- | ------------------------------------------- | ---------------- | ---------------------- | ----------------------------- | ------ | ----------------- |
| Kerk van O.L. Vrouw Onbevlekt Ontvangen | Kerk en kerkonderdeel     | 1852                                        | Carl Weber       | Aan de Kerk            | 50° 56' 21" NB, 5° 55' 42" OL | 33333  | Meer afbeeldingen |
| Pand van baksteen met segmentboogvensters in houten kozijnen. Gewit. Hiernaast pand van baksteen onder zadeldak                                                                                       | Boerderij                 | 1792                                        |                  | Aan de Kerk 1          | 50° 56' 22" NB, 5° 55' 40" OL | 33334  | Meer afbeeldingen |
| Kasteelhof, met gewitte vleugels gelegen om een gesloten binnenplaats. Boven de poort een gemetseld fronton. Schuur met gemetselde spantbogen                                                         | Boerderij                 |                                             |                  | Aan de Kerk 4          | 50° 56' 21" NB, 5° 55' 40" OL | 33335  | Meer afbeeldingen |
| Woonhuis haaks op het perceel Aan de Kerk 1. Gerestaureerd en gewit | Boerderij                 | eerste helft 19e eeuw                       |                  | Hagendorenweg 2        | 50° 56' 22" NB, 5° 55' 39" OL | 33338  | Meer afbeeldingen |
| Voormalige rentmeesterswoning met vensters in Naamse steen. Dakkapel later. In de pastorie eikenhouten beeld (plm. 1600) van Anna ten drieën In her raam boven de deur grafelijk wapen met opschrift. | Dienstwoning              | laatste kwart 19e eeuw                      |                  | Kloosterberg 1         | 50° 56' 25" NB, 5° 55' 43" OL | 33339  | Meer afbeeldingen |
| Hoeve om gesloten binnenplaats, van baksteen- ten dele met mergelspeklagen- en vakwerk | Boerderij                 | 1774 (segmentboogingang)                    |                  | Oudestraat 5           | 50° 56' 14" NB, 5° 55' 42" OL | 33340  | Meer afbeeldingen |
| Wegkruis, opschrift: 'J.W.W.M.M.M.' | Straatmeubilair           | 1817 (bouwjaar) 1903 (hersteld)             |                  | Poststraat tegenover 1 | 50° 56' 29" NB, 5° 55' 27" OL | 33341  | Meer afbeeldingen |
| Bakstenen hoeve met binnenplaats | Boerderij                 | eerste helft 19e eeuw                       |                  | Hommerter Allee 78     | 50° 56' 8" NB, 5° 54' 57" OL  | 33362  | Meer afbeeldingen |
| Kasteel Amstenrade: hoofdonderdeel | Kasteel, buitenplaats     | laatste kwart 18e eeuw 17e eeuw (westtoren) |                  | Hagendoornweg 1        | 50° 56' 24" NB, 5° 55' 33" OL | 456108 | Meer afbeeldingen |
| Kasteel Amstenrade: historische tuin- en parkaanleg | Tuin, park en plantsoen   | eind 18e eeuw                               |                  | Hagendoornweg bij 1    | 50° 56' 20" NB, 5° 55' 23" OL | 456109 | Meer afbeeldingen |
| Kasteel Amstenrade: voorplein met hek | Tuin, park en plantsoen   | 18e/19e eeuw                                |                  | Hagendoornweg          | 50° 56' 30" NB, 5° 55' 37" OL | 456110 | Meer afbeeldingen |
| Kasteel Amstenrade: rondboogbrug met pijlers en balustrades | Brug                      | ca. 1815                                    |                  | Hagendoornweg bij 3    | 50° 56' 30" NB, 5° 55' 37" OL | 456111 | Meer afbeeldingen |
| Kasteel Amstenrade: paardestallen, poortgebouw en dienstwoning | Bijgebouwen kastelen enz. | ca. 1808                                    |                  | Hagendoornweg bij 3    | 50° 56' 30" NB, 5° 55' 37" OL | 456112 | Meer afbeeldingen |
| Kasteel Amstenrade: poortgebouw bij moestuin | Bijgebouwen kastelen enz. | ca. 1820                                    |                  | Hagendoornweg 16 (bij) | 50° 56' 30" NB, 5° 55' 37" OL | 456113 | Meer afbeeldingen |
| Kasteel Amstenrade: stalgebouw | Bijgebouwen kastelen enz. | ca. 1820                                    |                  | Hagendoornweg 6 (bij)  | 50° 56' 30" NB, 5° 55' 37" OL | 456114 | Meer afbeeldingen |
| Kasteel Amstenrade: voormalig koetshuis | Bijgebouwen kastelen enz. | laatste kwart 18e eeuw                      |                  | Hagendoornweg bij 7    | 50° 57' 19" NB, 5° 54' 14" OL | 456116 | Meer afbeeldingen |
| Kasteel Amstenrade: bakstenen brug en balustrade aan hagendorenweg | Brug                      |                                             |                  | Hagendoornweg bij 5    | 50° 56' 30" NB, 5° 55' 37" OL | 456117 | Meer afbeeldingen |
| Kasteel Amstenrade: oranjerie | Tuin, park en plantsoen   | 1815                                        | Charles Schaffer | Hagendoornweg bij 1    | 50° 56' 30" NB, 5° 55' 37" OL | 456118 | Meer afbeeldingen |
| Kasteel Amstenrade: westelijke broeikas | Tuin, park en plantsoen   | ca. 1815                                    |                  | Hagendoornweg 10 (bij) | 50° 56' 30" NB, 5° 55' 37" OL | 456119 | Meer afbeeldingen |
| Kasteel Amstenrade: oostelijke broeikas | Tuin, park en plantsoen   | ca. 1815                                    |                  | Hagendoornweg 10 (bij) | 50° 56' 30" NB, 5° 55' 37" OL | 456120 | Meer afbeeldingen |
| Kasteel Amstenrade: poort | Fort, vesting en -onderdl | ca. 1815                                    |                  | Hagendoornweg 16 (bij) | 50° 56' 30" NB, 5° 55' 37" OL | 456121 | Meer afbeeldingen |
| Kasteel Amstenrade: trap met keermuren | Tuin, park en plantsoen   | ca. 1815                                    |                  | Hagendoornweg bij 3    | 50° 56' 30" NB, 5° 55' 37" OL | 456122 | Meer afbeeldingen |
| Kasteel Amstenrade: hek | Tuin, park en plantsoen   | 19e eeuw                                    |                  | Hagendoornweg 10 (bij) | 50° 56' 30" NB, 5° 55' 37" OL | 456123 | Meer afbeeldingen |
| Kasteel Amstenrade: bakstenen muur ten zuidwesten van de poort naar de moestuin | Erfscheiding              | eerste kwart 19e eeuw                       |                  | Hagendoornweg bij 5    | 50° 56' 30" NB, 5° 55' 37" OL | 456124 | Meer afbeeldingen |
| Kasteel Amstenrade: bakstenen muur ten noordoosten en noorden van de poort naar de moestuin | Erfscheiding              | eerste kwart 19e eeuw                       |                  | Hagendoornweg 13 (bij) | 50° 56' 30" NB, 5° 55' 37" OL | 456125 | Meer afbeeldingen |
| Kasteel Amstenrade: rentmeesterswoning aan kemkensweg | Dienstwoning              | eerste kwart 19e eeuw                       |                  | Hagendoornweg 17 (bij) | 50° 56' 30" NB, 5° 55' 37" OL | 456126 | Meer afbeeldingen |
| Kasteel Amstenrade: muur tussen moestuin, voorplein en huis | Tuin, park en plantsoen   | eerste kwart 19e eeuw                       |                  | Hagendoornweg 8 (bij)  | 50° 56' 30" NB, 5° 55' 37" OL | 456127 | Meer afbeeldingen |
| Kasteel Amstenrade: muur tussen moestuin en park | Tuin, park en plantsoen   | eerste kwart 19e eeuw                       |                  | Hagendoornweg 10 (bij) | 50° 56' 30" NB, 5° 55' 37" OL | 456128 | Meer afbeeldingen |
| Kasteel Amstenrade: muur tussen moestuin en erf van de aan de kemkensweg gelegen rentmeesterswoning                                                                                                   | Tuin, park en plantsoen   | eerste kwart 19e eeuw                       |                  | Hagendoornweg 17 (bij) | 50° 56' 30" NB, 5° 55' 37" OL | 456129 | Meer afbeeldingen |
| Kasteel Amstenrade: pomphuisje | Bijgebouwen kastelen enz. | ca. 1886                                    |                  | Hagendoornweg bij 1    | 50° 56' 30" NB, 5° 55' 37" OL | 456130 | Meer afbeeldingen |
| Kasteel Amstenrade: hek en pijlers | Erfscheiding              | eind 19e eeuw                               |                  | Hagendoornweg 22 (bij) | 50° 56' 30" NB, 5° 55' 37" OL | 456131 | Meer afbeeldingen |
| Kasteel Amstenrade: grot | Tuin, park en plantsoen   | ca. 1815                                    |                  | Hagendoornweg bij 1    | 50° 56' 30" NB, 5° 55' 37" OL | 456132 | Meer afbeeldingen |
| De Streek | Dienstwoning              | 1895-1905                                   |                  | Hommerter Allee 1      | 50° 56' 21" NB, 5° 55' 28" OL | 513951 | Meer afbeeldingen |